# The Birds and the Bees
The Birds and the Bees (englisch für ‚Die Vögel und die Bienen‘) Popsong von Jewel Akens aus dem Jahr 1965. Das Stück wurde ein internationaler Erfolg; in Deutschland wurde es durch die deutschsprachige Coverversion Heute male ich dein Bild, Cindy Lou von Drafi Deutscher bekannt.

## Veröffentlichung und Verkaufserfolg
Das Stück wurde von Barry Stuart geschrieben. In den Vereinigten Staaten wurde The Birds and the Bees im Januar 1965 von der Plattenfirma Era Records unter der Katalognummer 3141 veröffentlicht. Am 23. Januar 1965 erschien die Single erstmals in den Billboard Hot 100 auf Platz 100. Seine höchste Position wurde am 20. März 1965 mit Rang drei notiert. Insgesamt hielten sich The Birds and the Bees 14 Wochen in den amerikanischen Charts. In Großbritannien wurde Platz 29, in Deutschland Platz 32 erreicht.

## Inhalt
Der Ausdruck „Die Vögel und die Bienen“ ist eine englische Redewendung und bezieht sich auf das Balzverhalten und Geschlechtsverkehr und wurde in der Sexualerziehung verwendet, um kleinere Kinder an das Thema Sex und Schwangerschaft heranzuführen. Im Text ist von diesem Thema nicht die Rede. Vielmehr geht es um Liebe sowie um den Mond und die Sterne. Es soll darüber geredet werden, wie es zu Küssen in der Nacht kommt; und ganz zum Schluss wird angedeutet, dass es Zeit ist, etwas zu erfahren, wie das Leben beginnt („… that it’s time you learned about the facts of life starting from A to Z“).

## Coverversionen

### Heute male ich dein Bild, Cindy Lou
Mit dem von Georg Buschor geschriebenen Text in der Interpretation von Drafi Deutscher brachte das deutsche Musiklabel Decca Records Heute male ich dein Bild, Cindy Lou im April 1965 auf der Single Nr. 19672 (Rückseite: Hast du alles vergessen) heraus. Produzent war Christian Bruhn.
Das Stück wurde zu Deutschers sechstem Charterfolg in den deutschen Singlecharts. Die Single konnte sich viereinhalb Monate in den Charts halten und erreichte mit Position drei seine höchste Notierung. Es handelte sich um den fünften Top-10-Erfolg für Deutscher in Deutschland. Während der Originaltext Assoziationen an die Aufklärungsphrase von den „Vögeln und Bienen“ weckt, geht es bei Drafi Deutscher um die Farben für ein Bild von der „wunderschönen“ Cindy Lou.

### Weitere Coverversionen
Englische Coverversionen wurden von verschiedenen Sängern aufgenommen. Eine Singleaufnahme wurde 1966 mit Rufus und Carla Thomas veröffentlicht (Stax 184). Sowohl Brenda Lee, Gary Lewis & the Playboys, Dean Martin und Billy Preston hatten den Song bereits 1965 jeweils auf einer LP veröffentlicht.